# V8 двигател
V8 двигател е V образен двигател с осем цилиндъра, монтирани на картера в две редици от по четири цилиндъра, в повечето случаи редиците с цилиндрите са под прав ъгъл един към друг, но понякога сключват и по-малък ъгъл, като всичките осем бутала задвижват общ колянов вал.
В най-простата си форма V8 двигателят е съставен от два прави V4 двигателя с общ колянов вал. Въпреки това, тази проста конфигурация, с една равнина на коляновия вал, този V образен двигател има същите вторични проблеми с дисбаланса като два прави четирицилиндрови двигателя, които произвеждат вибрации в двигателите с голям обем. Като резултат, от 1920 г. повечето V8 двигатели използват усложнени колянови валове с тежки противотежести за намаляване на вибрациите. Това води до двигател, който работи по-гладко от шестцилиндровите V6 двигатели, но на значително по-малка цена от V12 двигател. Повечето състезателни V8 двигатели продължат да използват коляновия вал с една равнина, тъй като това позволява по-бързо ускорение и по-ефективен дизайн на изпускателна система.
Във V8 двигателя с crossplane колянов вал е често срещана конфигурация при големите автомобилни двигатели. V8 двигателите рядко са с обем по-малък от 3 L и в използването на автомобили са използвани обеми до 8,2 L. Обемите при индустриалните и морските V8 двигатели могат да бъдат много по-големи.
V8 двигателите обикновено са стандартни само за по-мощните спортни автомобили и луксозни коли, и някои пикапи. Въпреки това те се предлагат като опция в някои автомобили средства, които имат V6 или прав шестцилиндров двигател. В някои случаи V6 двигатели се правят от проекти за V8 двигатели чрез премахване на два цилиндъра, като същевременно се запази същият V-образен ъгъл, така че те могат да бъдат произвеждани на същите производствени линии като V8 двигателите и инсталирани в същите двигателни отсека с някои модификации. Някои от тези двигатели използват периодични свързващи прътове на мотовилките, което позволява последователност на горивния процес в цилиндрите.
При камионите със средно тегло много често се използват 6-цилиндрови редови двигатели, понеже са по опростени и по-лесни за поддръжка, а и защото за 6 цилиндрови редови двигатели е присъщ вътрешният баланс и могат да бъдат преоразмерени до всеки един необходим размер. Големи V8 двигатели се срещат в по-големите камиони и промишлените линии.
Въпреки че първоначално са често срещан избор за авиационни двигатели, днес V8 двигателите се използват рядко при съвременните самолети, понеже обикновено тежките противотежести на коляновия вал са пасив. В съвременните леки самолети често се използват редови осемцилиндрови двигатели, които са по-леки и по-лесни за въздушно охлаждане. В допълнение, тези двигатели може да бъде произвеждани в модулни дизайни за споделяне на компонентите с редови 4 цилиндрови и редови 6 цилиндрови двигатели. Един от малкото V8 двигатели, използвани за задвижване на самолети през Втората световна война, е немски V8 двигател с обърната конфигурация и въздушно охлаждане, носещ името Argus As 10.

## История
През 1902 г. френският конструктор Леон Левавасьор (Léon Levavasseur) получава патент за лек, но доста мощен бензинов V8 двигател с инжекцион. Той го нарича „Antoinette“, както се е казвала младата дъщеря на неговия финансов спонсор. От 1904 г. той инсталира този двигател в редица състезателни моторници и ранни самолети. Авиационният пионер, бразилецът Алберто Сантос-Дюмон (Alberto Santos-Dumont) вижда една от тези лодки на Лазурния бряг (Côte d'Azur) и решава да го пробва на неговия бис 14 самолет. Неговата ранна версия постигаща 24 к.с. (18 kW) при 1400 оборота при едва 55 kg тегло се оказва интересна, но не достатъчно мощна. Сантос-Дюмон поръчва по-голяма и по-мощна версия от Левавасьор. Той променя размерите от оригиналния 80 mm ход и 80 mm отвор до 105 mm ход на буталото и 110 mm диаметър, и получил 50 к.с. (37 kW) при 86 kg тегло, включително водата, служеща за охлаждане. Това съотношение мощност-тегло не е надминато през следващите 25 години. Левавасьор в крайна сметка произвежда своя собствена линия на самолети с V8 двигатели, кръстени Antoinette I до VIII. Французинът Юбер Латам (Hubert Latham) пилотира самолетите с V8 двигатели Antoinette IV и Antoinette VII през юли 1909 г. по време на два неуспешни опита да прекоси Ламанша. Въпреки това през 1910 г. Латам използва VII със същия двигател, за да се превърне в първия в света човек, достигнал височина от 3600 фута (1100 m). Френската компания Voisin построява тласкащи биплани с двигатели Antoinette, и по-специално първия летял успешно под управлението на Анрѝ Фарма̀н през 1908 г.

## Руски V8 двигатели

### ЗИС, ЗИЛ
За ЗИЛ-111 (1959 г.) е разработен изцяло нов алуминиев 6 L OHV V8 двигател, които първоначално произвежда 200 к.с. (149 kW) при 4200 оборота в минута.
ЗИЛ-114 (1967 г.) се задвижва от 6960 cm³ V8 двигател, които дава 300 к.с. (224 kW) при 4400 оборота в минута. Следващият по-модерен модел, ЗИЛ-41047, има двигател ЗИЛ-4104, който е с обем 7680 cm³, карбураторен, V8, 315 к.с. (235 kW) при 4600 оборота в минута.
Камионите ЗИЛ използват модификация на този двигател (чугунен блок, алуминиеви глави, 6L, 150 к.с. (112 kW) при 3200 оборота в минута, 6,5:1 компресия, една двоен карбуратор).

### ГАЗ
Няколко автомобила, произведени под марката „Волга“, използват V8 двигатели: ГАЗ-23 (1962 до 1970 г.), ГАЗ-24-24 V8 (1974 – 1992 г.), и ГАЗ-31013 V8 (1982 – 1996 г.). В допълнение, и двете поколения лимузина ГАЗ Чайка (1959 – 1982 г. и 1976 – 1988 г.) са задвижват от изцяло алуминиев OHV 5,5 L V8 двигател. Тези двигатели получават имената ЗМЗ-13 (ГАЗ-13), с един четворен карбуратор); ЗМЗ-14 (ГАЗ-14), с два четворни карбуратори), ЗМЗ-2424 (Волга ГАЗ-24-24), ЗМЗ-505 (два четворни карбуратора) и ЗМЗ-503 (един четворен карбуратор) (ГАЗ-24-34, ГАЗ-31013). Мощността варира между 195 и 220 к.с. (145 – 164 kW). Модификация на същия двигател също се използва и в БРДМ-2 военен бронетранспортьор под наименованието ЗМЗ-41.